# Videojuego tradicional

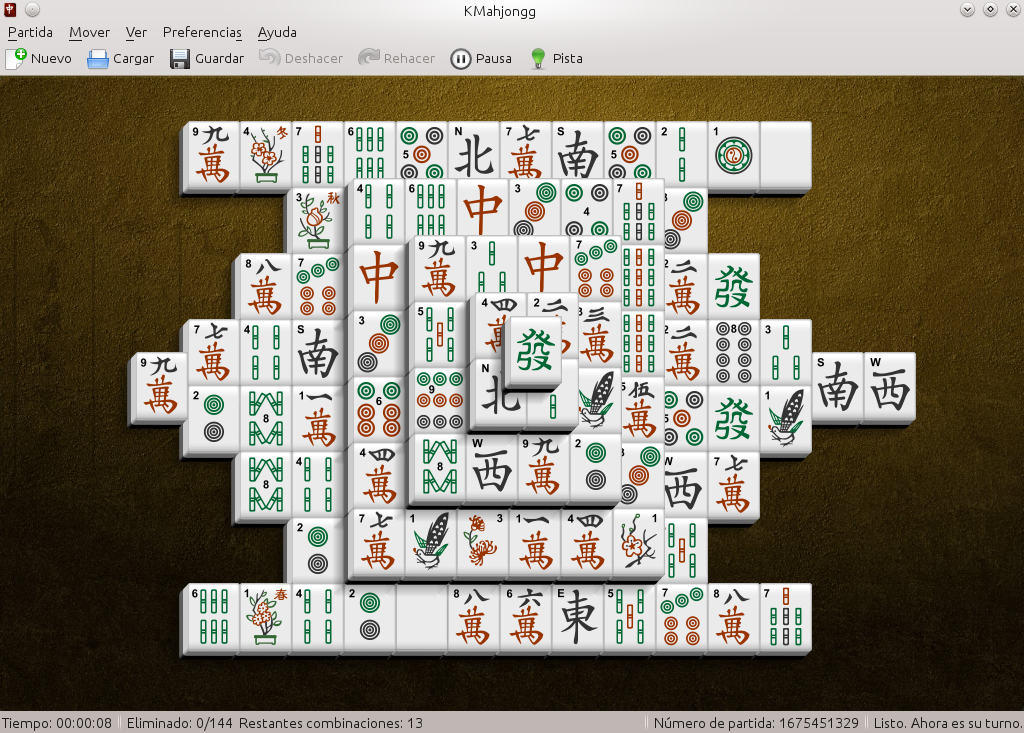
KMahjongg, un videojuego del entono KDE basado en el juego chino del Mahjong.

Un videojuego tradicional es una adaptación a videojuego de un juego no perteneciente a las computadoras (como un juego de mesa o juego de cartas).
La mayoría de los juegos de mesa y de cartas que han alcanzado una amplia y difusa popularidad han sido adaptados a videojuego, como por ejemplo Monopoly, Generala, Corazones y Solitario.
Los videojuegos tradicionales, especialmente los videojuegos de cartas, se han convertido en un pilar de los sistemas de computadoras debido a que son relativamente simples y funcionan en la mayoría de las computadoras.
- Datos: Q7832342